# 부간 (여진)
부간(ᠪᡠᡤᠠᠨ, 布干 혹은 布罕, ?-?)은 울라나라씨(烏拉那拉氏)로, 제2대 울라(Ula, 烏拉)의 수장이자 전임 수장 부얀(Buyan, 布顏)의 장남이며, 아버지의 정책을 이어받아 하다(Hada, 哈達)에 귀부하여 인근 부락과 화목하게 지냈다.
아들은 나이순으로 부단(布丹), 만타이(Mantai, 滿泰), 부잔타이(Bujantai, 布占泰) 세 명이 있었다. 사후 차남 만타이가 즉위하였다. 울라 멸망 이후 만타이와 부잔타이의 후예는 정백기(正白旗)에 예속되었고, 부단의 후예는 양백기(鑲白旗)에 예속되었으며, 그중 부단의 손자 니칸(尼堪)은 전공으로 이등자(二等子)에 봉해졌다. 이외에도 부간의 땅 滹奈는 누르하치(Nurhaci, 努爾哈赤)의 동생 슈르하치(Šurhaci, 舒爾哈齊)와 결혼하였고 아들 지르갈랑(Jirgalang, 濟爾哈朗)을 나았다.

## 같이 보기
- 여진의 지도자 목록